# Michail Innokentjewitsch Linge
Michail Innokentjewitsch Linge (russisch Михаил Иннокентьевич Линге; * 26. November 1958 in Kaluga; † 4. Februar 1994) war ein sowjetischer Sprinter, dessen Spezialstrecke der 400-Meter-Lauf war.
Er war Mitglied der sowjetischen Mannschaft in der 4-mal-400-Meter-Staffel, die bei den Olympischen Spielen 1980 in Moskau in der Besetzung Remigijus Valiulis, Linge, Nikolai Tschernezki und Wiktor Markin antrat und sich in 3:01,1 min die Goldmedaille vor der DDR (Silber in 3:01,3 min) und Italien (Bronze in 3:04,3 min) holte. Das Team profitierte von der Abwesenheit der USA, die die Spiele in Moskau boykottierten.
In den Einzelrennen über 400 Meter war Linge nicht am Start.
Im gleichen Jahr (1980) wurde er sowjetischer Landesmeister über 400 Meter in der Halle (45,9 s).
Weitere Leistungen von Linge sind nicht belegt. In der sowjetischen Staffel, die bei Welt- und Europameisterschaften mehrfach in die Medaillenränge kam, war er nicht vertreten.
In seiner aktiven Zeit war Linge Student in Moskau.